# Churia costalis
Churia costalis är en fjärilsart som beskrevs av Embrik Strand 1917. Churia costalis ingår i släktet Churia och familjen trågspinnare. Inga underarter finns listade i Catalogue of Life.